# Großsiegharts (Herrschaft)
Die Herrschaft Großsiegharts war eine Grundherrschaft im Viertel ober dem Manhartsberg im Erzherzogtum Österreich unter der Enns, dem heutigen Niederösterreich.

## Ausdehnung
Die Herrschaft, die mit Gütern in Kirchberg an der Wild, Blumau, Merkenbrechts und Kainraths versehen war, umfasste zuletzt die Ortsobrigkeit über Groß-Siegharts, Schönfeld, Almosen, Kirchberg an der Wild, Blumau und Elends. Der Sitz der Verwaltung befand sich im Schloss Groß-Siegharts. 

## Geschichte
Letzter Inhaber der Fideikommissherrschaft war Karl Alfred Herzog von Beaufort-Spontin (1816–1888). bevor infolge der Reformen 1848/1849 die Herrschaft aufgelöst wurde.